# Vernayaz
Vernayaz – miejscowość i gmina (commune) w południowej Szwajcarii, w kantonie Valais, w okręgu (district) Saint-Maurice. Leży nad Rodanem.

## Demografia
W Vernayaz mieszka 1817 osób. W 2021 roku 27,4% populacji gminy stanowiły osoby urodzone poza Szwajcarią. 

## Transport
Przez teren gminy przebiegają autostrada A9 oraz drogi główne nr 9 i nr 21. 